# Chile y su historia
Chile y su Historia, creada por Sergio Villalobos y publicada por la Editorial Universitaria, es una enciclopedia de la historia de Chile que abarca desde los tiempos de los pueblos originarios hasta la actualidad. Esta obra abarca los temas políticos, económicos, sociales y culturales de cada época.

## Historia
La obra fue editada en 1992 y fue terminada de imprimir en 2003. En la portada se muestra la obra "Primera misa celebrada en Chile" (1904), de Fray Pedro Subercaseaux.

## Capítulos
1. Los primeros Habitantes (38.000 a. C.-1492).
2. Los españoles en América (1492-1600).
3. La colonia (1601-1810).
4. La independencia (1810-1823).
5. La Organización nacional en Chile (1823-1861).
6. La época de la expansión (1861-1891).
7. La crisis de la sociedad liberal (1891-1925).
8. La república democrática (1925-1970).
9. Reorientación nacional (1970-).

- Datos: Q2834373